# William Munro Dingwall
Pour les articles homonymes, voir Dingwall.
William Munro Dingwall (2 mars 1851-3 avril 1889) est un homme politique canadien de la Colombie-Britannique. Il est député provincial indépendant de la circonscription britanno-colombienne de Comox de 1882 à 1886.

## Biographie
Né à Dingwall en Écosse, Dingwall étudie sur place. Il s'établit à London en Ontario en 1872 avant de s'installer en Colombie-Britannique quatre ans plus tard. À Comox, il est maître des postes et sert comme agent gouvernemental, assesseur et collecteur d'impôt. 
Dingwall meurt à Comox à l'âge de 38 ans.